# Kézai Simon
Kézai Simon (más néven Simon de Keza) a 13. századi Magyarország leghíresebb krónikása volt. Életének körülményei ismeretlenek.

## Nevének eredete
Nevének eredetéről többféle elképzelés van. Ezeket Németh Dániel foglalta össze Kézai Simon (Simon de Keza) nevének eredetéhez című tanulmányában. 
Kézai magyar nemzetiségére következtenek a munkája latinságában feltűnő számos eredeti magyar kifejezésről, valamint a magyar nyelvre, mint a „mi nyelvünkre” való hivatkozásból. A Kézai név jelentése alapján vagy a bihari Kézáról vagy talán Dunakesziről származott. Ez utóbbit bizonyítani vélik abból, hogy a stillfriedi csata leírásánál megemlékezik Dunakeszi földesurának, Básztej Renoldnak fiairól. Egy másik elképzelés szerint a Fejér megyei Kézáról (később Kinza, Ginza) származott, amely akkor a Básztej nemzetség birtoka volt. 

## Munkássága
Az utókor által Gesta Hungarorum címen emlegetett latin nyelvű krónikáját IV. László királynak ajánlotta.  (A művet Anonymus azonos című művétől megkülönböztetve Gesta Hunnorum et Hungarorum, azaz „A hunok és a magyarok cselekedetei” címen is szokták nevezni.) Saját vallomása szerint művét olasz, francia és német krónikákból állította össze, azonban ezeknél sokkal szabadabban használta a már forgalomban levő magyar krónikákat. Munkája csupán kivonatos másolat formájában jutott korunkra, eredetileg hosszabb lehetett.
Mester és udvari pap lett, és mint ilyen 1282–83 táján írta krónikáját. Két könyvből álló műve Hunor és Magor híres történetével, a hunok és magyarok közös eredetének elbeszélésével kezdődik. Az első könyvben a hunoknak Attila haláláig és birodalmuk felbomlásáig, a másodikban pedig a magyaroknak a bejövetelüktől 1280-ig terjedő történetével foglalkozott, és mint mondta, a valóságot akarta követni. Függelékül külön értekezett a jövevény nemesekről, az udvarnokokról, várnépekről, várjobbágyokról, cselédekről, szabadosokról és rabszolgákról. 
Hevesen megtámadta Orosiust (helyesebben Iordanest), „a magyarok eredetéről költött gyarló meséje miatt”, ő maga pedig Scythia leírásában már a 13. századbeli utazók elbeszéléseit is használta. Eléggé tisztult nézetei azonban mégsem voltak. Kétségkívül hozzáférése lehetett a királyi levéltárhoz is, mert IV. László őt – mint homo regiust – 1283. október 19-én a jegyzőjének nevezi. Pap lévén ekkor, nem lehetett egy azzal az 1286-ban Simon comesszel, aki Keszői Sebestyén fia volt.

## Műve utóélete
Krónikája nyomtatásban először Bécsben 1782-ben jelent meg, másodszor – javítva – Budán ugyanazon évben Horányi Elek, harmadszor szintén Budán 1833-ban Podhradczky József, negyedszer St. Gallenben 1849-ben Endlicher István László adta ki, ötödször Mátyás Flórián, és magyarul Szabó Károly, Pesten, 1862-ben.